# Ілля Сомін
Ілля Сомін (англ. Ilya Somin, нар. 7 червня 1973) — професор права в Університеті Джорджа Мейсона (Ферфакс, США), науковий співробітник Інституту Катона, колишній співредактор журналу «Економічний огляд Верховного Суду» (2006—2013), бере участь у колективному блозі «Змова Волоха», заснованого професором права Євгеном Волохом. Серед наукових інтересів конституційне право, право власності, а також політична участь та її наслідки для конституційної демократії.
Сомін стверджує, що раціональне незнання (в термінах Брайана Каплана) є однією з основних проблем успішного функціонування демократії. Він доводить, що виходом може стати зменшення масштабу урядування, а також збільшення можливості людей «голосувати ногами» як всередині країни так і через зовнішню міграцію.
У контексті права США Ілля Сомін є прихильником оригіналізму — концепції, що конституційні твердження повинні тлумачитися на основі первісного розуміння їхніх авторів. Сомін виступив з критикою законів про відчуження власності.
Сомін виступив з критикою приєднання Криму до РФ.

## Життя та освіта
Ілля Сомін народився в СРСР в родині євреїв українського походження, одружений з американкою українського походження. У віці п’яти років (1979) емігрував разом з родиною в США. Одержав ступінь бакалавра з політології та історії в Емгерстському коледжі, ступінь магістра з політології в Гарвардському університеті, ступінь доктора юриспруденції (Juris Doctor degree) в Єльській школі права.[джерело?]

## Основні книги
- Свобода пересування: голосування ногами, міграція та політична свобода (2020)
- Демократія і політичне незнання: чому менше урядування розумніше (2013, переглянуте друге видання 2016)
- Примусове відчуження (eminent domain) в порівняльній перспективі (у співавт., 2016).
- Рука загарбника: справа «Кело проти Нью-Лондона» і межі права держави на примусове відчуження (2015)
- Провальний хрестовий похід. Трагічна поразка західної інтервенції в Громадянській війні у Росії в 1918-1920 рр. (1996)[джерело?]

## Цитата
Приєднуючись до метафори політичного філософа Джейсона Бреннана, Сомін зауважує: 
Поширене громадське незнання це свого роду забруднення, що замість нашого природного середовища вражає нашу політичну систему. (І. Сомін. Демократія та політичне незнання)[джерело?]